# ウェサン島
ウェサン島（ウェサンとう、仏: Ouessant、英: Ushant：アシャント島、ブルトン語: Eusa）は、フランス・ブルターニュ地域圏・フィニステール県に属するイギリス海峡の島。島一つでコミューンとなっている。ヨーロッパフランスの北西端を成す。

## 地理

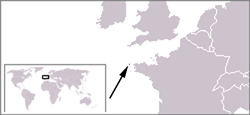
ウェサン島の位置

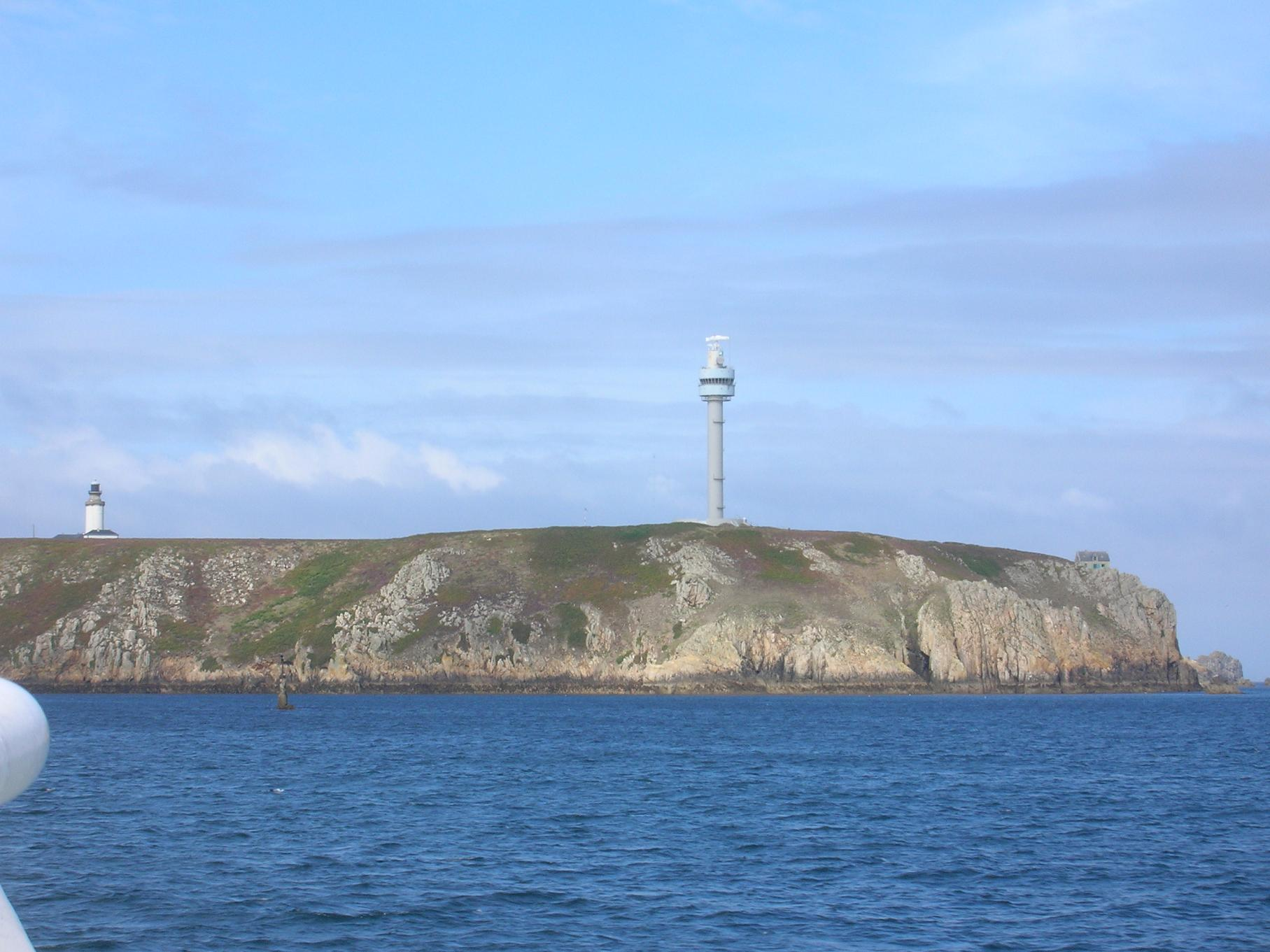
灯台と電波塔

北緯48度28分・西経5度5分に位置する。イギリス海峡の西の入り口の南端の陸標として、北の陸標であるシリー諸島と対をなす。岩がちの島で、東西約 8 km、南北約 3 km、面積約 15 km2、標高は最高 61 m。人口は1999年の統計で 932 人である。
海抜が60 m未満の低い島であり、羊の放牧が行われる牧草地に石垣と集落が点在する風景が広がっている。1988年にイロワーズ海と近隣のサン島、モレーヌ島などと共にユネスコの生物圏保護区に登録された。
古いブルトン語のことわざに「ウェサン島を見る者は己が血を見、サン島を見る者は己が終わりを見る」というものがあり、これは島の周辺が、多くの岩と10ノットを超す潮流がある航海の難所であることを意味している。

## 歴史
ウェサン島は昔から漁業と、海峡の入り口の陸標として名高く、舟歌などにも歌われてきた。
また、ウェサン島の近くでは何度も海戦が行われてきている。18世紀の3回の海戦はイギリスとフランスとの間で戦われたものである。
- 第1次ウェサン島の海戦（1778年7月27日；アメリカ独立戦争） - 島の西100マイルで行われた。
- 第2次ウェサン島の海戦（1781年12月12日：アメリカ独立戦争） - 輸送船団の戦い。
- 第3次ウェサン島の海戦（1794年6月1日：フランス革命戦争） - 島の西400カイリで行われた。「栄光の6月1日」という名で知られる。
- ウェサン島の海戦（1944年6月9日：第二次世界大戦） - イギリス、カナダ、ポーランドの駆逐艦からなる第10駆逐群（駆逐艦ブリスカヴィカ、ピオルン、エスキモー、ジャヴェリン、ターター、アシャンティ、ハイダ、ヒューロン）とドイツ海軍第8駆逐群（駆逐艦ZH1、Z24、Z32）および水雷艇T24との間での戦闘。ZH1とZ32が失われた。

1978年3月にはアメリカのオイルタンカー、「アモコ・カディス」号が島からおよそ19マイルの場所で座礁し、ブルターニュ海岸を広範囲に汚染するという事故が起きた。

## 人口統計
| 1962年 | 1968年 | 1975年 | 1982年 | 1990年 | 1999年 | 2006年 | 2010年 |
| ------ | ------ | ------ | ------ | ------ | ------ | ------ | ------ |
| 1938   | 1814   | 1450   | 1221   | 1062   | 932    | 857    | 871    |

参照元:1999年までEHESS、2000年以降INSEE